# Platinum End
Platinum End (プラチナエンド Purachina Endo?,  Fin de platino) es una serie de manga japonés escrita por Tsugumi Ōba e ilustrada por Takeshi Obata, dúo de mangakas que ya han trabajado juntos en las obras Death Note y Bakuman. Fue publicado el 4 de noviembre de 2015 por la editorial Shueisha en la revista de manga mensual Jump SQ.
Una adaptación al anime por Signal.MD se estrenó el 8 de octubre de 2021.

## Argumento
La historia gira en torno a Mirai Kakehashi, un estudiante recién graduado de la secundaria cuya familia murió en un accidente, y debido a eso, fue adoptado por la familia de sus tíos, que lo maltrataban y abusaban de él a tal punto de esclavizarlo. Una vez graduado, Mirai decide inmediatamente suicidarse tirándose desde un edificio cercano, hasta que es salvado en el acto por Nasse, su Ángel Guardián, quien le otorga un par de Alas de Ángel y Dos flechas; una Roja (cuyo receptor se enamora de manera obsesiva del lanzador) y una Blanca (cuyo receptor muere instantáneamente), convirtiendo a Mirai en uno de los 13 Candidatos a Dios, que será elegido en un plazo de 999 días.
Sin embargo, Mirai no está interesado en convertirse en Dios.
No obstante, de pronto aparece un "superhéroe" llamado Metropoliman, un Candidato a Dios que busca a los demás Candidatos para asesinarlos y quedarse con el puesto, por lo que Mirai (que también es su objetivo) deberá enfrentar a Metropoliman para detenerlo, y así, poder encaminarse a su objetivo de encontrar la felicidad.

## Personajes

### Candidatos
- Mirai Kakehashi (架橋 明日 Kakehashi Mirai?)

 Seiyū: Miyu Irino
Es el protagonista principal de la historia. Es un estudiante solitario recién graduado cuya familia murió en un accidente cuando él solo era un niño, por lo que fue adoptado por su tía y su familia. En un principio, eran amables con él, pero un tiempo después empezó a recibir constantes abusos por parte de ellos, los cuales lo maltrataban y lo trataban como a un esclavo.
Era maltratado también por sus compañeros de clase, quienes se alejaban y se burlaban de él constantemente debido a su mala higiene, ya que sus tíos le tiraban alcohol.
Una vez que se gradúa, decide suicidarse arrojándose de un edificio, hasta que es salvado por su Ángel Guardián, Nasse, quién lo convierte en un Candidato a Dios y le otorga un par de Alas y Flechas Ángelicales. Ella le revela a Mirai que la muerte de su familia no fue un accidente: su tía y su tío sabotearon el auto de la familia, provocando que explotara con ellos dentro, para obtener el dinero de su familia.
Debido a su pasado, Mirai es una persona muy pesimista. También, es incapaz de odiar o despreciar a alguien por más daño que reciba, debido a las enseñanzas de sus padres. En un principio, es muy propenso a sentir mucho miedo en situaciones peligrosas, tanto así que es incapaz de pensar con claridad, hasta que más tarde se acostumbra a enfrentar los miedos y a su vida como un Candidato a Dios. Seis años después de que Shuji se convierta en Dios, Mirai se casa con Saki y juntos crean un negocio de jardinería, pero al percatarse de que todos desparecen a causa del suicidio de Shuji, los dos se abrazan antes de desaparecer.
- Saki Hanakago (花籠 咲 Hanakago Saki?)

 Seiyū: Mao Ichimichi
Saki es compañera de clase de Mirai, su interés amoroso y casualmente, un candidato a Dios también. Una vez que se entera de que Mirai no tiene la intención de matarla, Saki une fuerzas con Mirai para hacer frente a Metropoliman. Saki y Mirai fueron amigos de la infancia, pero después de la muerte de sus padres, Mirai se convirtió en el blanco de la intimidación de sus compañeros de clase y Saki no hizo nada para detenerlos debido a la presión de sus compañeros. Fue testigo del intento de suicidio de Mirai al comienzo de la serie, y por culpa, también lo hizo al tratar de ahogarse en el mar, lo que la llevó a conocer a Revel y convertirse en candidata a Dios. Antes del enfrentamiento final, Saki se disculpa con Mirai y le confiesa que lo ama. Seis años después, Saki se casa con Mirai y juntos crean un negocio de jardinería, pero al percatarse de que todos desparecen a causa del suicidio de Shuji, los dos se abrazan antes de desaparecer.
Kanade Uryu (Metropoliman) (生流 奏 (メトロポリマン) Uryū Kanade (Metoroporiman)?)
 Seiyū: Kaito Ishikawa
El principal antagonista de la serie que pretende convertirse en Dios por cualquier medio necesario, incluido el asesinato de todos los demás candidatos. Es nieto del director de la prestigiosa Academia Joso y desea convertirse en Dios para resucitar a su hermana muerta. Hasta ahora había matado a otros cuatro candidatos usando el alias "Metropoliman" y había reclamado sus alas y flechas, volviéndose aún más peligroso al darse cuenta de que se pueden combinar varias flechas para aumentar su alcance, y que las flechas y alas que obtuvo se pueden otorgar a otras personas para que cumplan sus órdenes. Finalmente es derrotado y asesinado por Mukaido.
Tonma Rodriguez (ロドリゲス頓馬 Rodriguez Tonma?)
Un candidato a Dios que es un comediante fracasado. Utiliza sus flechas rojas para hacer que las mujeres se enamoren de él para que pueda tener sexo con ellas. Es el primer candidato a Dios en ser asesinado, siendo asesinado por Kanade como Metropoliman.
Hatateyama Shogo (畠山 省吾 Shogo Hatakeyama?) y Tabuchi Saburo (田淵 三郎 Saburo Tabuchi?)
 Seiyū: Hiroyuki Yoshino
Dos candidatos a Dios que se disfrazan como versiones diferentes de Metropoliman cuando Kanada les pide a los candidatos a Dios que asistan a una reunión en un estadio de béisbol. Son amigos que quieren ayudarse unos a otros después de haber salido mal en sus exámenes, y sus ángeles guardianes los salvan de suicidarse. Sin embargo, la reunión es una trampa y ambos son asesinados por el verdadero Metropoliman.
Chiyo "Chi" Nakayama (中矢間 知代 Nakayama Chiyo?)
Chiyo es el candidato a Dios más joven. Ella es una niña que fue intimidada en la escuela. Ella asiste a la reunión y le pide ayuda a Metropoliman. Kanade primero la golpea con una flecha roja, pero luego la usa como rehén diciendo que la matará si ningún otro candidato a Dios se revela. Como nadie lo hace, Kanade mata a Chiyo.
Nanato Mukaido (六階堂 七斗 Mukaido Nanato?)
 Seiyū: Toshiyuki Morikawa
Nanato es un candidato de Dios que trabaja como planificador de productos para una empresa de indumentaria. Sufre de cáncer terminal y primero usa sus flechas rojas para asegurar suficiente dinero para su familia después de su muerte, luego para contratar detectives privados para encontrar más candidatos a Dios. Decide formar equipo con Mirai y Saki para evitar que Kanade se convierta en Dios, hasta el punto de obtener armas de fuego de la JSDF para tener una mejor oportunidad de matarlo. Mirai está de acuerdo con el argumento de que Nanato continúa con su tratamiento. Después de luchar por la felicidad de su familia, mató a Metropoliman, pero su cuerpo, que había estado prolongando a la fuerza su vida, llegó al límite y murió en el hospital donde lo ingresaron. Saki se hizo cargo de las alas y flechas como prometió en su vida.
Hajime Sokotani (底谷 一 Sokotani Hajime?)
 Seiyū: Tomoaki Maeno
Era un humano que fue seleccionado para ser candidato a dios por el ángel Balta. Debido a que nació pobre y feo, Hajime siempre fue rechazado por otros hasta que su madre se suicida y Balta parece convertirse en su ángel. Usando los poderes de Balta, Hajime logra obtener dinero y una cara nueva y hermosa mediante cirugía plástica, pero aún no puede atraer a una chica debido a sus pobres habilidades de comunicación. Desarrolla una obsesión con Kanade y se ofrece a convertirse en su subordinado, lo que acepta, pero solo a cambio de capturar a otro Candidato a Dios. Luego se las arregla para descubrir la identidad de Nanato y secuestra a su esposa e hija para llevarlo a una trampa. Se las arregla para capturar tanto a Nanato como a Mirai, pero esperando la oportunidad de matarlos, termina golpeado por la flecha roja de Saki. Inmediatamente se une al bando de Mirai, traicionando a Metropoliman. Muere protegiendo a Mirai de Fuyuko Kohinata, a quien le clavó la espada cuando ella quiso liberar una arma biológica que mataría a cualquier ser vivo.
- Susumu Yuito (結糸向 Yuito Susumu?)

 Seiyū: Megumi Han
Susumu Yuito es un Candidato a Dios que afirma apoyar a Mirai Kakehashi y ha revelado la verdad sobre los Candidatos a Dios al público. Le disparó una Flecha Roja a Metropoliman sin que éste se diera cuenta y cuando murió, Yuito obtuvo sus alas y las flechas. Durante una reunión de los 6 candidatos restantes en el centro de la ciudad, Yuito es herido fatalmente por un francotirador del ejército y Yoneda lo remata con una Flecha Blanca, ya que no tenía posibilidades de sobrevivir y se queda con sus alas y flechas.
Yuri Temari (手毬由理 Temari Yuri?)
 Seiyū: Saori Onishi
Una mujer que trabajaba para una agencia de publicidad. Después de dos intentos de suicidio, se convierte en candidata a Dios. Sus pasatiempos son las redes sociales, y desde que se convirtió en candidata a dios, ha vivido una vida de lujo. Seis años después de que Shuji se convierta a Dios, Yuri se convierte en la asistente de Yoneda en su investigación de las flechas, pero desaparece junto con Yoneda tras el suicidio de Shuji.
Shuji Nakaumi (中海修滋 Nakaumi Shuji?)
 Seiyū: Daiki Yamashita
Shuji era una persona sencilla. Creía mucho en el concepto de la eutanasia y en que aquellos que desean suicidarse deben tener un fuerte deseo de hacerlo. Cuando Ogaro lo seleccionó como su candidato a dios y le dio el poder de las flechas rojas, Shuji las usó para ayudar a sus padres y abuelo a suicidarse, primero disparándoles con la flecha y luego diciéndoles que cumplieran sus deseos después. Shuji se convierte en Dios después de que los demás candidatos renunciaran. Seis años después, al ver que en la humanidad había sufrimiento y violencia, Shuji se suicida, lo que ocasiona que todos los seres vivos, incluyendo los humanos desaparezcan sin dejar rastro.
Gaku Yoneda (米田我工 Yoneda Gaku?)
 Seiyū: Kenjirō Tsuda
Yoneda es profesor emérito de la Universidad de Tokio. Fue una de las personas más jóvenes en ganar un Premio Nobel de Física y Literatura. Al convertirse en candidato a Dios, idea un plan junto a Shuji para que todos los candidatos restantes mueran, ya que de esta forma no quedaría ninguno para ser Dios. Seis años después, Yoneda hace una investigación de las flechas con Yuri como su asistente, pero desparece junto a ella a causa del suicidio de Shuji.

### Ángeles
Nasse (ナッセ Nasse?)
 Seiyū: Yui Ogura
Es el ángel de Mirai. Ella es un ángel de la clase especial, capaz de conceder a Mirai con un par de alas, una flecha blanca para matar a sus oponentes, y una flecha roja para hacer que cualquier persona a la que se la tire se enamore de él.
Debido a que es un Ángel, Nasse no tiene sentido del Bien o el Mal, Además, no se inmuta al presenciar la muerte de un humano, y a veces incluso suele hacer comentarios un poco crueles al respecto. Sin embargo, tiene mucho cariño a Mirai, considerándolo también un chico genial. Ella es conocida como "El Ángel de la Ternura".
Revel (ルベル Ruberu?)
 Seiyū: Natsuki Hanae
El ángel de Saki. Es bastante ambicioso y manipulador, un rasgo que es considerado por Nasse la razón por la que fue relegado a ser un ángel de clase uno, sólo capaz de equipar a Saki con la flecha roja. Una vez que decide ser más útil para Saki, Revel decide estudiar el conocimiento de los cielos, con el fin de aumentar su rango y otorgar alas a Saki, pero falla. Sin embargo, cuando Revel derrama lágrimas por no ser de mayor utilidad para Saki, Dios lo promueve al primer rango y le otorga el título de "Ángel de la Emoción", ya que ningún ángel había derramado lágrimas por un humano antes. Este aumento de rango le otorga la capacidad de otorgar alas a Saki.
Misa (メイザ Misa?)
Ángel de Kanade de la clase especial, también conocido como "Ángel de la Lujuria".
Luta (ルタ Luta?)
 Seiyū: Takehito Koyasu
Ángel de Tonma de segundo rango.
Emaka (エマカ Emaka?) y Egura ( Egura?)
Angeles de Shogo y Saburo respectivamente, ambas de primer rango.
Jami (ジャミ Jami?)
Ángel de Chi de segundo rango.
Baret (ベレー帽 Berē-bō?)
 Seiyū: Ai Kayano
Ángel de Nanato de primer rango.
Muni (Muni?)
Ángel de Hajime Sokotani. Es de clase especial
Balta (Barta?)
 Seiyū: Hikaru Midorikawa
Ángel de primer rango, cuyo candidato a Dios es actualmente desconocido.
Penema (Penema?)
Ángel de primer rango, cuyo candidato a Dios es actualmente desconocido.
Yazeli (Yazeli?)
Ángel de segundo rango, cuyo candidato a Dios es actualmente desconocido.
Ogaro (Ogaro?)
Ángel de rango desconocido, cuyo candidato a Dios es actualmente desconocido.

### Otros personajes
Tío de Mirai
El tío de Mirai. Él convenció a su esposa de que matara a la familia de Mirai para obtener el dinero de Kakehashi. Después de que saboteó el automóvil de la familia Kakehashi, matando a la familia de Mirai, el tío de Mirai y su familia adoptaron a Mirai en su familia para recibir dinero del seguro por cuidarlo. Aunque el tío de Mirai y su familia inicialmente fueron amables con Mirai, después de recibir su dinero por cuidarlo, comenzaron a abusar de él. Al enterarse de que su esposa le revelara a Mirai sobre el asesinato de su familia, él comenzó a golpearla para silenciarla. Cuando su esposa de repente se suicidó cortándose la garganta, el tío de Mirai quedó en estado de shock. Mirai usa una flecha roja en su tío, obligándolo a confesar a la policía por asesinar a su familia.
Tía de Mirai
La tía de Mirai. Después de que su esposo la convenciera de que matara a la familia de Mirai para tomar su dinero, saboteó el auto de la familia Kakehashi, lo que provocó que explotara cuando se encendió y mató a toda la familia de Mirai. Luego, él y la tía de Mirai adoptaron a Mirai para recibir dinero del seguro a cambio de cuidarlo. La tía de Mirai inicialmente amaba a Mirai, pero después de que su familia recibió su dinero por cuidarlo, su actitud cambió drásticamente. La familia lo obligó a hacer todas las tareas del hogar, lo golpeó, lo hizo dormir en su cuarto de almacenamiento y solo le dio de comer las sobras. Tras enterarse Mirai sobre la verdad detrás de la muerte de su familia, fue a buscar a su tía y le disparó la flecha roja. Ella le confiesa de que su esposo la convenció de matar a la familia de Mirai para quedarse con el dinero. Cuando su esposo escucha esto, rápidamente trató de silenciarla, pero la tía de Mirai continuó insistiendo en que el tío de Mirai era el culpable. Mirai, en un ataque de ira, comenzó a maldecir a su tía y a su tío, proclamando que personas como ellos simplemente deberían morir. En ese momento la tía de Mirai coge un cuchillo y se suicida cortándose la garganta.
Mimimi Yamada (Mithrin) (山田 美々々 (ミスリン) Yamada Mimimi (Misurin))?)
Fue una estudiante de secundaria y una modelo aficionada que enviaba sus fotos a revistas. Dos años antes de los eventos de la serie, asesinó a tres hermosas chicas de secundaria cortándolas con un cuchillo por diversión, por lo que fue enviada a un centro de detención de menores. Metropoliman la libera disparándole una flecha roja, le da alas y flechas rojas y le ordena que mate a chicas feas para atraer a los demás candidatos. Más tarde mató a dos chicas y abandonó sus cuerpos en lo alto de una torre a la que solo podían llegar los que tenían alas, informando a otros candidatos a dios que Metropoliman estaba involucrado en el crimen. Como resultado, logró atraer a Mirai y su grupo, pero muere cuando la torre explota por una bomba activada por Metropoliman.
Rea Uryu (生流 怜愛 Uryu Rea?)
La difunta hermana menor de Kanade. Los dos se querían mucho, pero Kanade era muy sobreprotector con ella. Cuando Rea le revela a Kanade de que saldrá con un chico que le confesó su amor, este se opone y se produce una discusión entre ellos. En medio de eso, Kanade empuja accidentalmente a su hermana desde un terreno elevado y Rea se golpea en la cabeza, ocasionándole la muerte. Con el fin de encontrar formas de devolverla a la vida, Kanade decidió colocarla en congelación criogénica.

## Contenido de la obra

### Manga
Platinum End es serializado por Shueisha en su revista mensual japonesa de manga shōnen Jump SQ desde su edición de diciembre de 2015, que fue lanzada el 4 de noviembre de 2015. Se comenzaron a recopilar los capítulos en volúmenes tankōbon y su primera publicación fue el 4 de febrero de 2016.

#### Lista de volúmenes
| Volumen 1 | ISBN | Publicado                               |
| Volumen 1 | ISBN 978-4-08-880637-2 | 4 de febrero de 2016                    |
| | |                                         |
| Contiene los capítulos: - 1. "The Angel's Gift" (天使の贈り物 Tenshi no okurimono?) - 2. "Man's Instinct" (男の性 Otoko no sei?) - 3. "Hero of Justice" (正義のヒーロー Seigi no hīrō?) | Contiene los capítulos: - 1. "The Angel's Gift" (天使の贈り物 Tenshi no okurimono?) - 2. "Man's Instinct" (男の性 Otoko no sei?) - 3. "Hero of Justice" (正義のヒーロー Seigi no hīrō?) | Personaje de la carátulaMirai Kakehashi |

| Volumen 2 | ISBN | Publicado                     |
| Volumen 2 | ISBN 978-4-08-880709-6 | 2 de mayo de 2016             |
| | |                               |
| Contiene los capítulos: - 4. "The Person Who I Admire" (憧れの人 Akogare no hito?) - 5. "The Big Reveal" (発表の瞬間 Happyō no shunkan?) - 6. "Private Conversation" (内緒の話 Shi no senkoku?) | Contiene los capítulos: - 4. "The Person Who I Admire" (憧れの人 Akogare no hito?) - 5. "The Big Reveal" (発表の瞬間 Happyō no shunkan?) - 6. "Private Conversation" (内緒の話 Shi no senkoku?) | Personaje de la carátulaNasse |

| Volumen 3 | ISBN                   | Publicado           |
| Volumen 3 | ISBN 978-4-08-880760-7 | 4 de agosto de 2016 |
| |                        |                     |
| Contiene los capítulos: - 7. "Death Announcement" (死の宣告 Shi no senkoku?) - 8. "A Choice of Agony" (苦渋の二択 Kujū no sentaku?) - 9. "Tower of Nightmares" (悪夢のタワー Akumu no tawā?) |                        |                     |

| Volumen 4 | ISBN                   | Publicado              |
| Volumen 4 | ISBN 978-4-08-880814-7 | 4 de noviembre de 2016 |
| |                        |                        |
| Contiene los capítulos: - 10. "Product of Coincidence" (偶然の産物 Gūzen no Sanbutsu?) - 11. "A Girl's Heart" (乙女の心 Otome no Kokoro?) - 12. "Symbol of Promise" (約束のしるし Yakusoku no Shirushi?) |                        |                        |

| Volumen 5 | ISBN                   | Publicado            |
| Volumen 5 | ISBN 978-4-08-881009-6 | 3 de febrero de 2017 |
| |                        |                      |
| Contiene los capítulos: - 13. "Face of Determination" (決意の表情 Ketsui no Kao?) - 14. "Man in the Mirror" (鏡の姿 Kagami no Sugata?) - 15. "The Doorway Lure" (誘導の扉 Yūdō no Tobira?) |                        |                      |

| Volumen 6 | ISBN                   | Publicado          |
| Volumen 6 | ISBN 978-4-08-881080-5 | 2 de junio de 2017 |
| |                        |                    |
| Contiene los capítulos: - 16. "Where the Tears Go" (涙の行方 Namida no Yukue?) - 17. "The Throbbing of the Heart" (胸のどきめき Mune no Dokimeki?) - 18. "Your Own Worth" (己の価値 Onore no Kachi?) - 19. "The Glass Vessel" (硝子の器 Garasu no Utsuwa?) |                        |                    |

| Volumen 7 | ISBN                   | Publicado              |
| Volumen 7 | ISBN 978-4-08-881161-1 | 2 de noviembre de 2017 |
| |                        |                        |
| Contiene los capítulos: - 20. "A Fine Line Between Offense and Defense" (紙一重の攻防 Kamihitoe no Kōbō?) - 21. "Their Choices" (二人の選択 Futari no Sentaku?) - 22. "Eternal Beauty" (永遠の美 Eien no Bi?) - 23. "World Peace" (世界の平和 Sekai no Heiwa?) |                        |                        |

| Volumen 8 | ISBN                   | Publicado          |
| Volumen 8 | ISBN 978-4-08-881370-7 | 4 de abril de 2018 |
| |                        |                    |
| Contiene los capítulos: - 24. "Absolute Confidence" (絶対の自信 Zettai no Jishin?) - 25. "One Life" (一つの命 Hitotsu no Inochi?) - 26. "Two Lights" (二つの光 Futatsu no Hikari?) - 27. "At the Same Table" (一緒の食卓 Isshō no Tēburu?) |                        |                    |

| Volumen 9 | ISBN                   | Publicado               |
| Volumen 9 | ISBN 978-4-08-881426-1 | 4 de septiembre de 2018 |
| |                        |                         |
| Contiene los capítulos: - 28. "Midair Confession" (宙空の告白 Chūkū no Kokuhaku?) - 29. "Diffused Power" (拡散の力 Kakusan no Chikara?) - 30. "World's Greatest Assassin" (最高の暗殺者 Saikō no Ansatsusha?) - 31. "Updated List" (更新のリスト Kōshin no Risuto?) |                        |                         |

| Volumen 10 | ISBN                   | Publicado            |
| Volumen 10 | ISBN 978-4-08-881729-3 | 4 de febrero de 2019 |
| |                        |                      |
| Contiene los capítulos: - 32. "A Boy's Hope" (少年の希望 Shōnen no Kibō?) - 33. "The Other Five" (他の5人 Hoka no Go-nin?) - 34. "False Appearance" (偽りの姿 Itsuwari no Sugata?) - 35. "The Power of Numbers" (数の論理 Sū no Ronri?) - 36. "Last Supper" (最後の晩餐 Saigo no Bansan?) |                        |                      |

| Volumen 11 | ISBN                   | Publicado          |
| Volumen 11 | ISBN 978-4-08-881887-0 | 4 de julio de 2019 |
| |                        |                    |
| Contiene los capítulos: - 37. "Conditions for Contact" (接触の条件 Sesshoku no Jōken?) - 38. "Youthful Speeches" (青年の主張 Seinen no Shuchō?) - 39. "The Future of Humanity" (人間の未来 Ningen no Mirai?) - 40. "In the Crosshairs" (照準の先 Shōjun no Saki?) - 41. "Society's Response" (世間の反応 Seken no Hannō?) |                        |                    |

| Volumen 12 | ISBN                   | Publicado            |
| Volumen 12 | ISBN 978-4-08-882190-0 | 4 de febrero de 2020 |
| |                        |                      |
| Contiene los capítulos: - 42. "Root of Disaster" (災いの元 Wazawai no Moto?) - 43. "The Price of Honor" (名誉の代償 Meiyo no Daishō?) - 44. "Stars in the Night Sky" (夜空の星 Yozora no Hoshi?) - 45. "Measure of Sentiment" (思いの丈 Omoi no Take?) - 46. "Day of Reunion" (再開の日 Saikai no Hi?) - 47. "The Time for Talk" (対話の時間 Taiwa no Jikan?) |                        |                      |

| Volumen 13 | ISBN                   | Publicado               |
| Volumen 13 | ISBN 978-4-08-882392-8 | 4 de septiembre de 2020 |
| |                        |                         |
| Contiene los capítulos: - 48. "The Fault of Science" (災いの元 Wazawai no Moto?) - 49. "The Scale of Sacrifice" (犠牲の規模 Gisei no kibo?) - 50. "For Yourself" (自分の為 Jibun no tame?) - 51. "Choose a Life" (命の選択 Inochi no sentaku?) - 52. "Wings of Determination" (決意の翼 Ketsui no tsubasa?) - 53. "Hand of Salvation" (救いの手 Sukuinote?) |                        |                         |

| Volumen 14 | ISBN                   | Publicado            |
| Volumen 14 | ISBN 978-4-08-882555-7 | 4 de febrero de 2021 |
| |                        |                      |
| Contiene los capítulos: - 54. "At the End of Thought" (思考の果て?) - 55. "Birth of a God" (神の誕生?) - 56. "Master of Creation" (創造の主?) - 57. "Each One's Happiness" (それぞれの幸せ?) - 58. "The Final Arrow" (最期の矢?) |                        |                      |

### Anime
El 2 de diciembre de 2020, Pony Canyon registró el nombre del dominio "Anime-PlatinumEnd.com". El 19 de diciembre de 2020, en el evento en línea Jump Festa '21 , se anunció que la serie recibirá una adaptación al anime por Signal.MD. Hideya Takahashi está dirigiendo la "primera serie", mientras que Kazuchika Kise está dirigiendo la "segunda serie", Shinichi Inotsume encargándose de la composición de la serie, Kōji Ōdate encargandose de los diseños de personajes y Masahiro Tokuda componiendo la música de la serie. La serie tuvo 24 episodios, y se estrenó en TBS, BS11 y otros canales el 7 de octubre de 2021. Band-Maid interpreta el tema de apertura "Sense", mientras que Yuu Miyashita interpreta el tema de cierre "Kōfuku-Ron". Crunchyroll obtuvo la licencia de la serie fuera de Asia. Medialink obtuvo la licencia de la serie en el sur y sureste de Asia.
El 28 de octubre de 2021, Crunchyroll anunció que la serie recibiría un doblaje tanto en inglés como en español, que se estrenó el 18 de noviembre de 2021.

## Recepción
El primer volumen de Platinum End debutó en el número dos en la lista semanal de Oricon del manga más vendido, con 105,213 copias vendidas.